# گربه‌ماهی آمور
گربه‌ماهی آمور (نام علمی: Silurus asotus) نام یک گونه از سرده اسبله‌ماهی‌ها است.